# Staatsstraße 2307

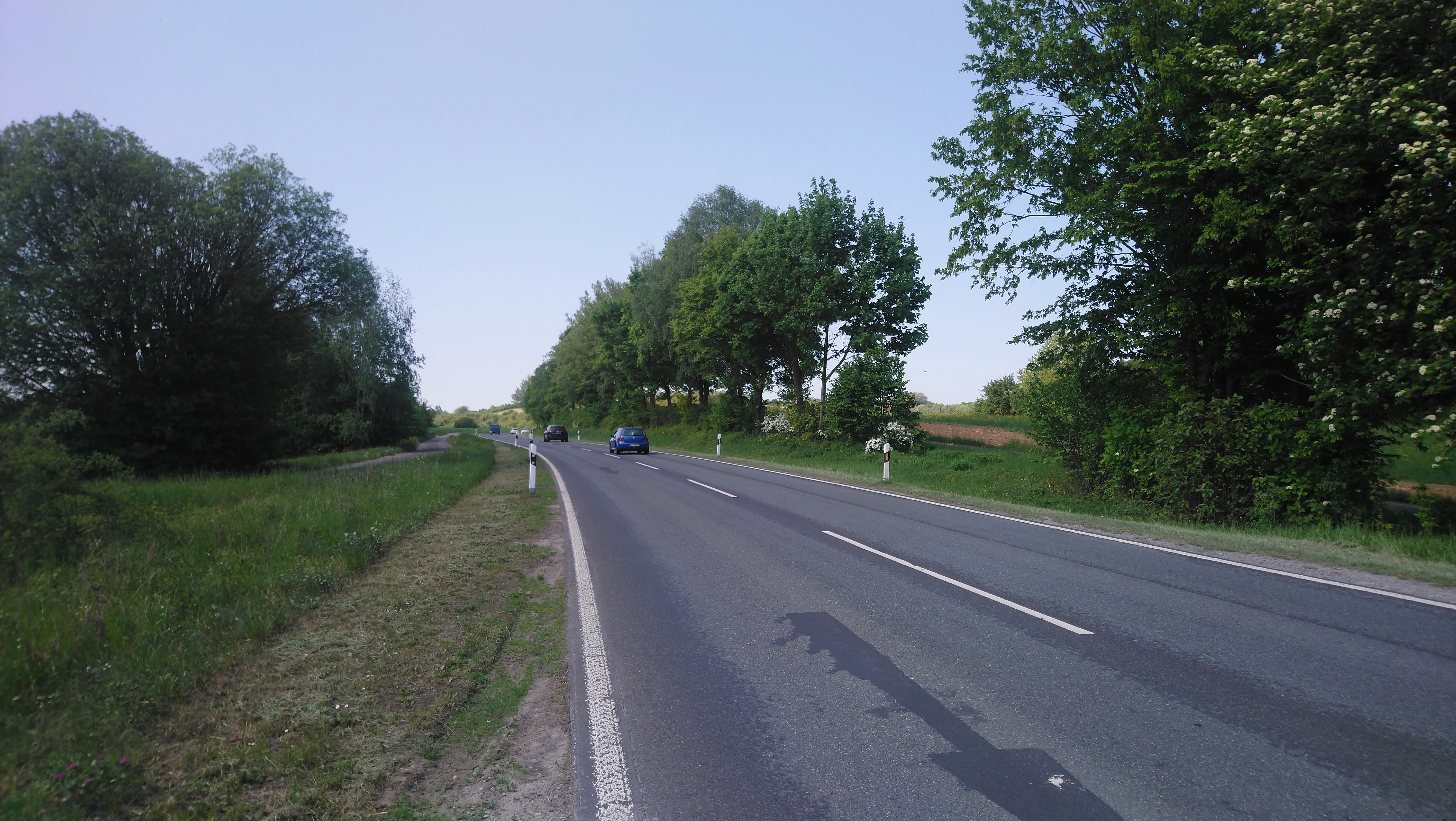
Die Staatsstraße 2307 (in diesem Bereich auch als „Kahlgrund-Highway“ bezeichnet) bei Hösbach

Die Staatsstraße 2307 (Abkürzung: St 2307) ist eine 13 km lange Staatsstraße im Landkreis Aschaffenburg in Unterfranken, die von Mömbris nach Bessenbach führt. Die St 2307 dient unter anderem als Autobahnzubringer vom Kahlgrund zur A 3 und verbindet die Bundesstraße 26 mit der ehemaligen B 8 (herabgestuft zur St 2312). Durch ihre Bedeutung als eine der Hauptverkehrsadern vom Kahlgrund kommend, bekam sie auf dem nördlichen Abschnitt den scherzhaften Beinamen „Kahlgrund-Highway“.

## Geographie

### Verlauf
Sie beginnt im Mömbriser Ortsteil Schimborn an der Staatsstraße 2305. Im weiteren Verlauf streift sie die Dörfer Feldkahl und Hösbach. Die St 2307 kreuzt anschließend die Bundesstraße 26 sowie die Bundesautobahn 3 und führt dann durch die Orte Hösbach-Bahnhof und Keilberg nach Straßbessenbach. Dort endet sie an der Staatsstraße 2312 (ehem. Bundesstraße 8).

### Überquerte Gewässer
Die Staatsstraße 2307 überquert folgende Fließgewässer (von Nord nach Süd):
- Gemarkungsgraben
- Feldkahl
- Güntersbach
- Aschaff
- Nonnenbach
- Bessenbach
- Auerbach
- Michelbach

## Geschichte

### Früherer Streckenverlauf
Seit den 1970er Jahren hat sich der Streckenverlauf der Staatsstraße 2307 in vielen Gebieten stark verändert.
Im Bereich von Feldkahl führte die Staatsstraße noch in den Ort rein und zweigte dann nach Süden Richtung Hösbach ab. Dieser alte, damals stillgelegte Straßenabschnitt, ist auch heute noch erkennbar (Lage). Der weitere Verlauf führte durch das Gebiet des heutigen Golfplatzes.
Oberhalb von Hösbach verlief die Staatsstraße 2307 dann als Schöllkrippener Straße bis in den Ortskern (Lage). Später wurde eine direkte Umgehungsstraße zur B 26 gebaut und die alte Strecke zur Kreisstraße AB 24 herabgestuft. Im Jahr 2014 wurde eine Stilllegung dieser direkten Zufahrt in die Ortsmitte von Hösbach beschlossen.
Ähnlich wie bei der Staatsstraße 2307, gibt es auch bei der St 2305 zwischen Hanau und Schimborn alte, mittlerweile stillgelegte Streckenabschnitte, die auch heute noch sichtbar sind.

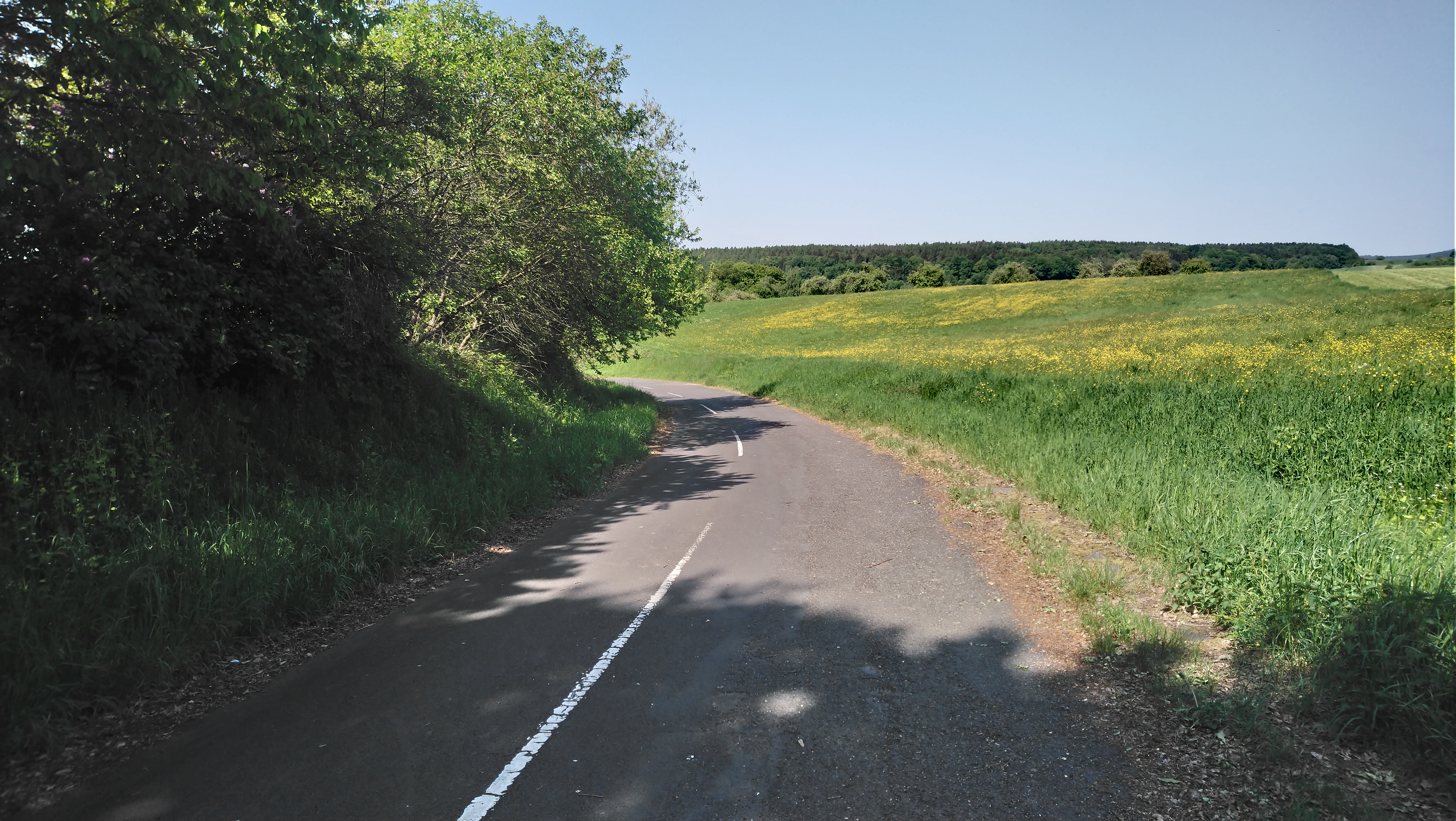
Die alte Staatsstraße 2307 bei Feldkahl
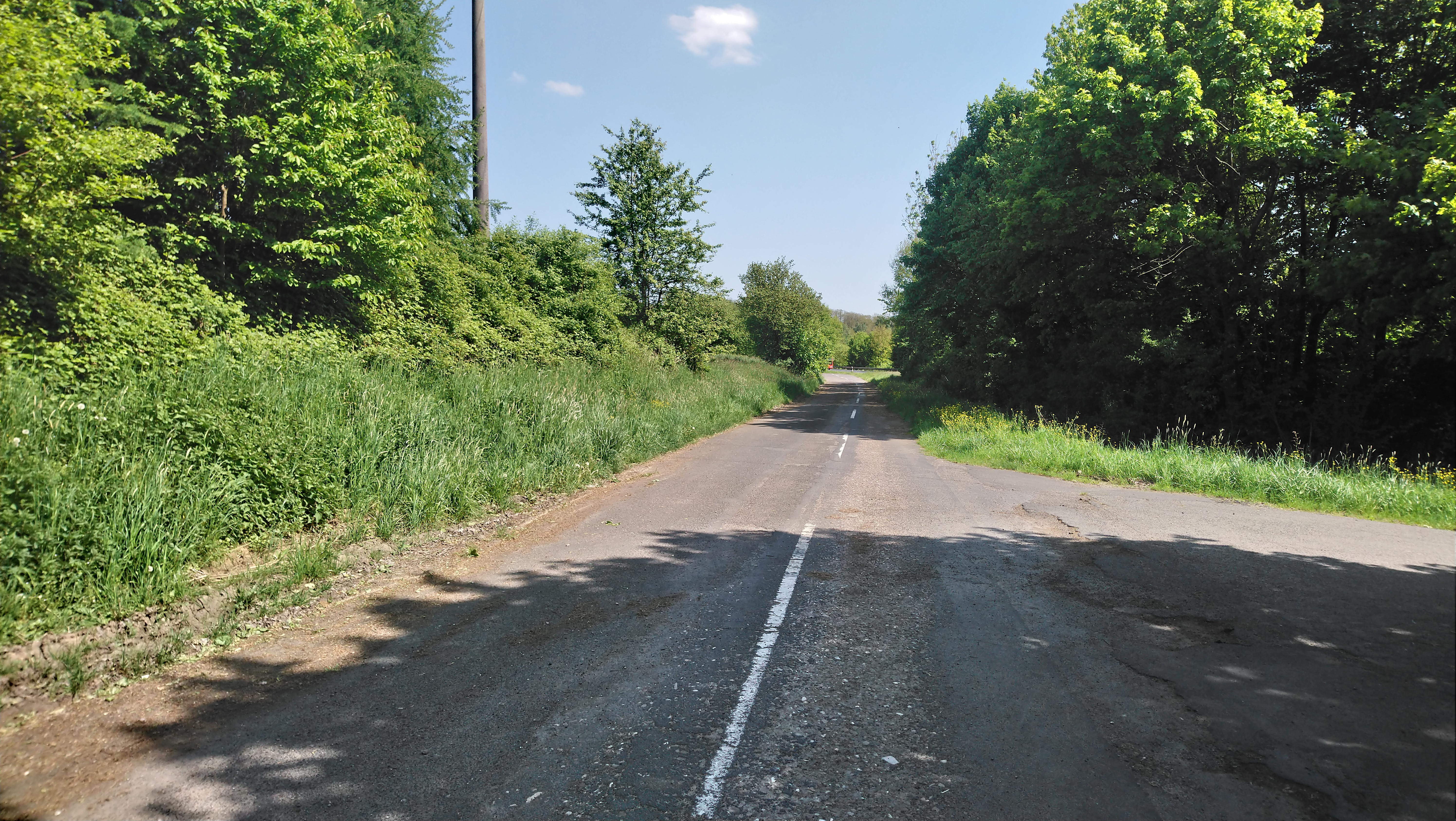
Bei Wenighösbach
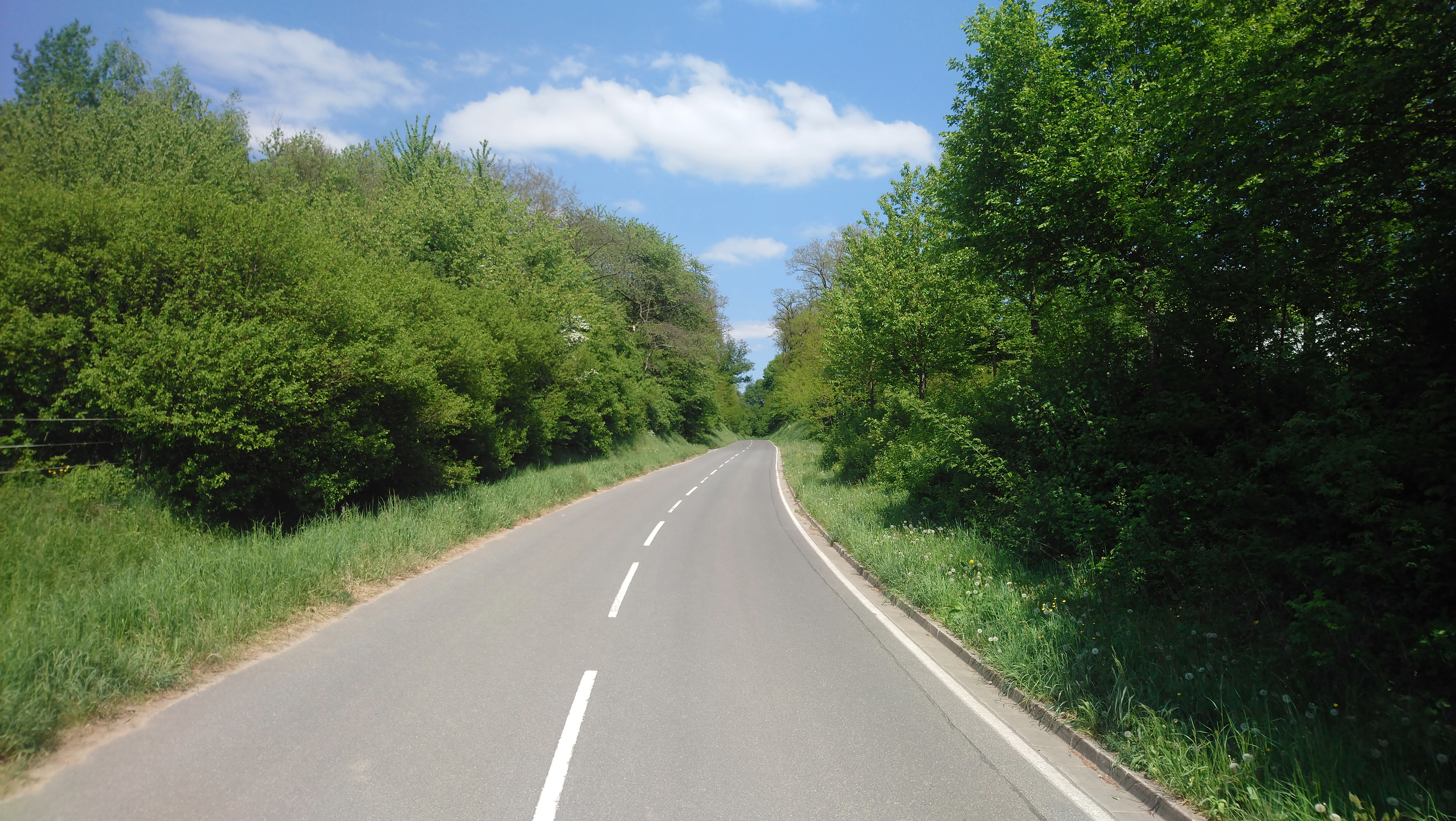
Bei Hösbach